# Gaslicht

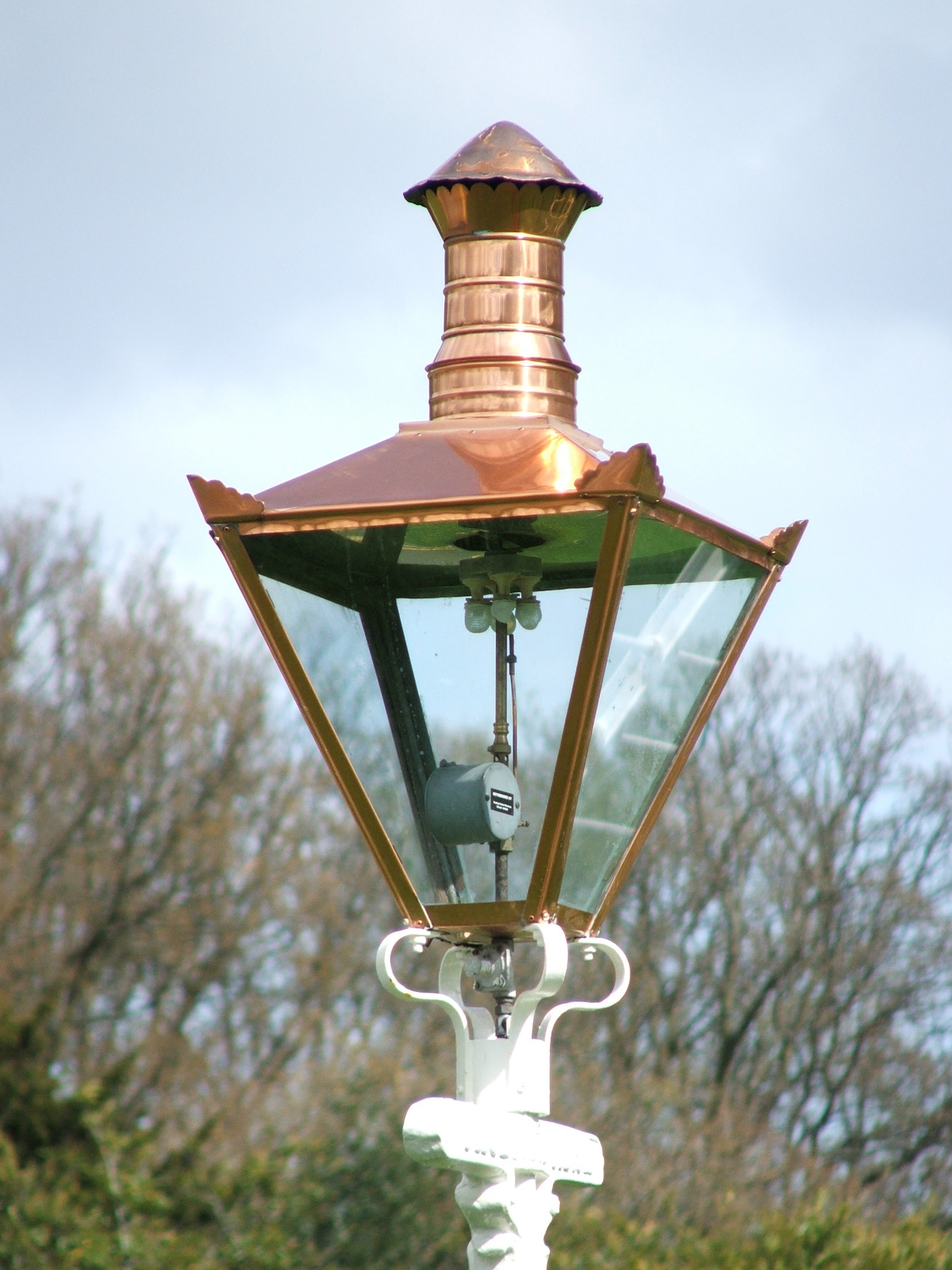
Gaslamp in Dublin

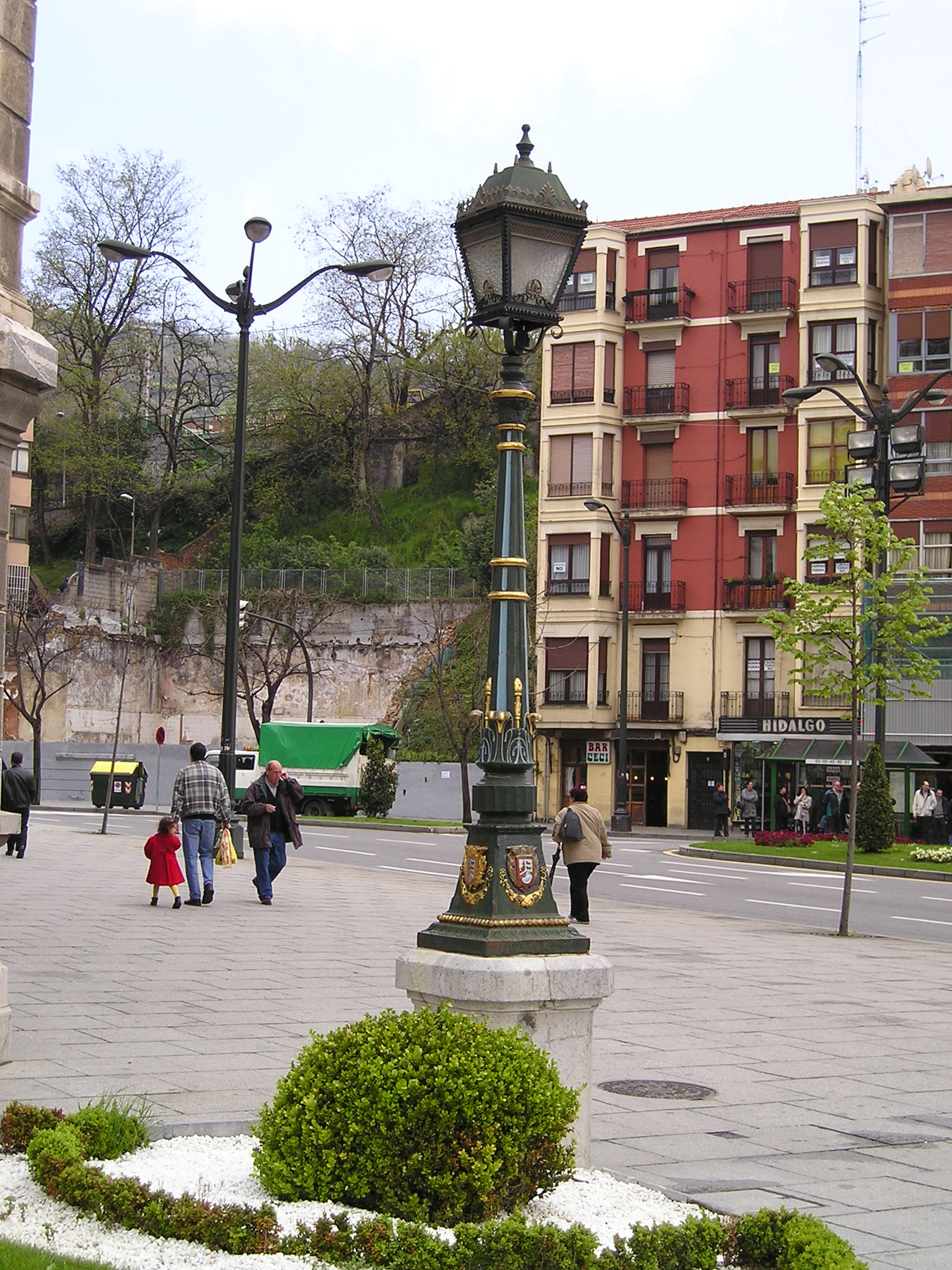
Gaslamp in Bilbao

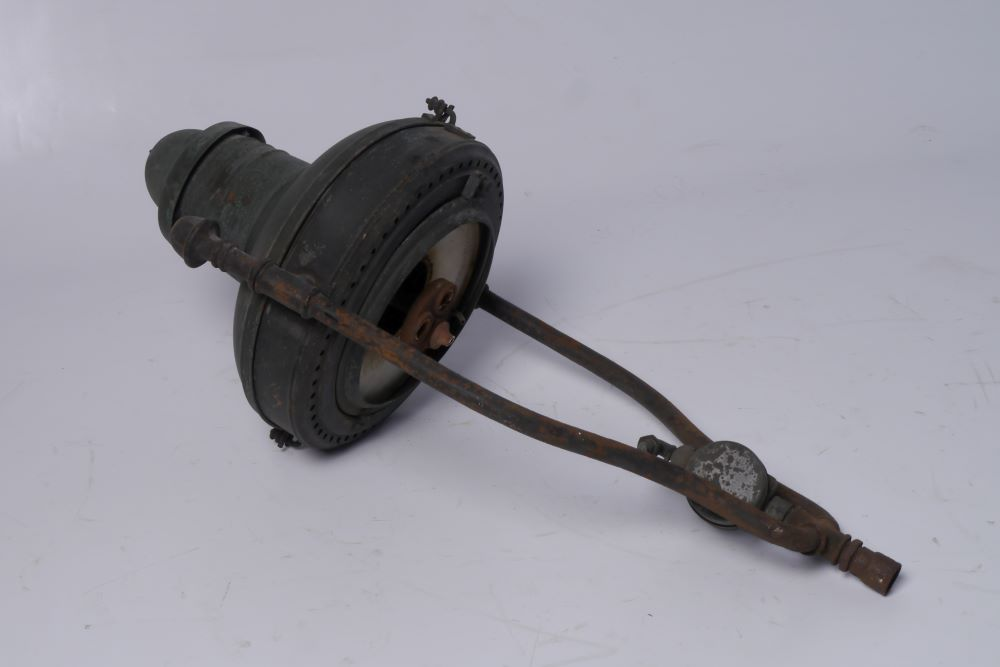
Lichtkooi van een gaslantaarn van begin 20ste eeuw

Gaslicht is verlichting op basis van stadsgas en later aardgas of gas dat op basis van bruinkoolteer, petroleum of paraffine werd gemaakt in gasfabrieken. Deze wijze van verlichten werd gedurende de negentiende eeuw steeds algemener en verdrong de verlichting met behulp van olielampen, totdat het gaslicht op zijn beurt in de loop van de twintigste eeuw werd verdrongen door elektrisch licht.
Aan de ontwikkeling van het gaslicht werd aan het eind van de 18e eeuw gewerkt door Jan Pieter Minckeleers, Philippe Lebon en William Murdoch (1754–1839).
Gasverlichting heeft verschillende innovaties gekend, die het mogelijk maakten om met behulp van minder gas te verlichten. Zo werd de samenstelling van het gas verbeterd door invoering van het lichtgas of stadsgas en later werd de efficiëntie nog verder verbeterd door de invoering van vetgas. Met name het gehalte aan zware koolwaterstoffen was hierbij cruciaal. Aan het einde van de negentiende eeuw werd het gloeikousje uitgevonden. Dit kousje, dat samengesteld is uit vezels, begon door de ontbranding van het gas fel te gloeien en verspreidde zo nog meer licht.
Gasverlichting werd binnenshuis toegepast, maar ook straatverlichting gebeurde met gas. De eerste stad met gaslicht was Londen, sinds 1814.
In februari 1816 was in Nederland voor het eerst gaslicht te zien in het Amsterdamse oudeliedenhuis Amstelhof. Daar was de kerkzaal feestelijk verlicht ter gelegenheid van het huwelijk in Sint-Petersburg van de prins van Oranje met grootvorstin Anna Paulowna. Koning Willem I zelf ontstak de eerste lamp.
Ook spoorrijtuigen werden met gas verlicht. In Nederland werd treingaslicht tussen 1870 en 1890 ingevoerd. In 1957 werden de laatste wagens van elektrisch licht voorzien en konden de Nederlandse Spoorwegen hun gasfabriek sluiten.
Tegenwoordig wordt gasverlichting uitsluitend toegepast op plaatsen die niet zijn aangesloten op een elektriciteitsnet, bijvoorbeeld in afgelegen (vakantie)huizen en door kampeerders.
In sommige steden wordt nog gasverlichting gebruikt omdat het een speciale "retro"-sfeer oproept. Zo heeft Berlijn het grootste straatverlichtingsnetwerk op gas in de wereld met ongeveer 34.000 lichtpunten (2014), vooral in Charlottenburg. Tijdens de gascrisis van 2022 werd echter versneld begonnen met het monteren van ledlampen in de antieke lantaarnpalen. Boston (VS) heeft ongeveer 2800 gaslampen in de historische districten Beacon Hill, Back Bay, Bay Village en Charlestown. 
argandse lamp ·
booglamp ·
carbidlamp ·
CCFL ·
davylamp ·
EEFL ·
elektrodeloze lamp ·
elektronenflitser ·
filmzon ·
flitser ·
fluorescentielamp ·
gaslicht ·
gasontladingslamp ·
gloeilamp ·
halogeenlamp ·
hefnerlamp ·
hogehelderheidsled ·
jablochkoff-kaars ·
kaars ·
kalklicht · 
knijpkat ·
kwiklamp ·
lantaarn ·
ledlamp ·
menglichtlamp ·
metaalhalidelamp ·
natriumlamp ·
neonlamp ·
nernstlamp ·
olielamp ·
petroleumlamp ·
spaarlamp ·
tl-buis ·
xenonlamp ·
zaklantaarn
1. ↑  https://www.volkskrant.nl/nieuws-achtergrond/in-berlijnse-straten-is-de-karakteristieke-gaslantaarn-het-nieuwste-slachtoffer-van-de-crisis~bec24e6e/. Gearchiveerd op 13 oktober 2022.